# Effetto Coandă

Getto attorno a un cilindro circolare

L'effetto Coandă (IPA: [ˈko̯andə]) è la tendenza di un getto di fluido a seguire il contorno di una superficie vicina. Il fenomeno deve il suo nome al pioniere dell'aerodinamica rumeno Henri Coandă, il quale brevettò nel 1936 prima in Francia e poi negli Stati Uniti alcuni strumenti che sfruttavano la proprietà di deviare un getto.

## Descrizione
Il fluido, muovendosi lungo la superficie è sottoposto sia ad una forza di attrito, che rallenta le particelle di fluido immediatamente a contatto con la superficie, sia ad una forza di adesione, che le attrae verso la superficie, deviando quindi lo strato di fluido a contatto con la superficie. Le particelle di fluido esterne, a causa delle interazioni molecolari attrattive, tendono a seguire quelle interne. L’effetto complessivo è che gli strati di fluido più vicini alla superficie tendono ad aderire alla superficie stessa, deviando il loro percorso.
L'effetto Coanda nella definizione fornita da Henri Coanda stesso è costituito da tre concomitanti effetti:
- il fenomeno di accelerazione del fluido - e conseguente riduzione della pressione - sulla superficie convessa,
- la conseguente adesione del flusso fluido alla parete convessa;
- il fenomeno attrattivo che la minore pressione rispetto all'ambiente esterno genera sul fluido circostante.

Quando, per effetto dei fenomeni viscosi che si generano nello Strato limite, la pressione aumenta nello strato limite fino a raggiungere quella atmosferica, si ha poi il distacco e il fenomeno di adesione cessa.
L'effetto può essere dimostrato matematicamente a partire dall'integrazione delle equazioni di Eulero nella direzione normale a una linea di flusso curva.
Trascurando le forze gravitazionali, si ottiene infatti da queste un gradiente di pressione:
{\displaystyle {\frac {\partial p}{\partial r}}=\rho {\frac {v^{2}}{r}}}
in cui ρ è la densità del fluido, v la velocità ed r è il raggio di curvatura della linea di flusso. Alla stessa formula si perviene considerando l'equilibrio radiale di un elemento infinitesimo come quello in figura: la differenza di pressione deve equilibrare la forza centrifuga.
Tale termine, essendo sempre maggiore di zero, denota l'esistenza di gradienti di pressione in direzione normale alle linee di flusso curve e diretti verso l'esterno. Concretamente ciò significa che la pressione aumenta allontanandosi dal centro di curvatura spingendo dunque il fluido verso di esso.
Più correttamente, dal momento che parliamo di equazioni differenziali, la condizione al contorno relativa alla pressione ci arriva dall'esterno del fluido (è vincolata la pressione all'esterno di questo strato viscoso mentre quella nel punto di contatto con la superficie può essere qualsiasi), per questo è più corretto descrivere la variazione di pressione come una diminuzione della stessa avvicinandosi alla superficie se questa è convessa, viceversa come un aumento della pressione se ci si avvicina ad una superficie concava.
Tale diminuzione della pressione all'avvicinarsi della superficie giustifica quindi il fenomeno di attaccamento del flusso attorno a una parete noto appunto come effetto Coandă, fino a che la viscosità non provoca fenomeni di separazione e quindi la variazione di curvatura delle linee di corrente.
Gli aeroplani volano in condizioni di alta incidenza in parte grazie anche a questo effetto, il quale tende a far rimanere il flusso aerodinamico aderente al dorso dell'ala, ritardando lo stallo.
Le stesse considerazioni possono essere ricondotte nel caso delle ali rotanti quali eliche degli aeroplani e rotori degli elicotteri. È però scorretto affermare che il volo di un aereo avvenga grazie all'esistenza dell'effetto Coanda. Si ricorda infatti che in condizioni di volo normale l'effetto Coanda incide in maniera piuttosto negativa sull'aerodinamica generale del velivolo essendo la causa della quasi totalità dell'intera resistenza d'attrito generata in regime subsonico.
Per anni infatti, in primis la NASA, ha cercato tramite idonei studi di risolvere il problema dello strato limite, lo strato d'aria aderente alla superficie bagnata dal flusso nel quale le molecole d'aria sono rallentate rispetto al flusso esterno e scorrono su quelle aderenti alla superficie e quindi a velocità nulla con notevole creazione di resistenza aerodinamica.
Furono allo scopo studiati sistemi di aspirazione tramite microfori diffusi lungo l'intero bordo di attacco alare allo scopo di eliminare in modo continuo ed istantaneo lo strato infinitesimale di aria ferma aderente alla superficie del bordo d'attacco, di fatto la zona generatrice delle resistenze più intense.
A partire dall'originale dimostrazione di Newman e Bradshaw sono stati prodotti diversi modelli. Una pietra miliare nella direzione di una migliore comprensione dei fenomeni che governano l'effetto Coanda è sicuramente il progetto ACHEON Questo progetto ha permesso di modellare l'effetto Coanda prodotto da un getto su una superficie convessa e l'adesione prodotta da due getti a differente velocità. Questo modello è stato ampiamente verificato e validato da vari autori. A partire da questo lavoro teorico sono stati possibili modelli di aerei propulsi con sistemi di deflessione del getto di questo tipo. Questo progetto ha anche permesso di studiare l'influenza dei fenomeni termici sull'effetto Coanda. La sintesi finale di quest'attività è il recente modello matematico proposto da Trancossi.

## L'esempio del cucchiaio

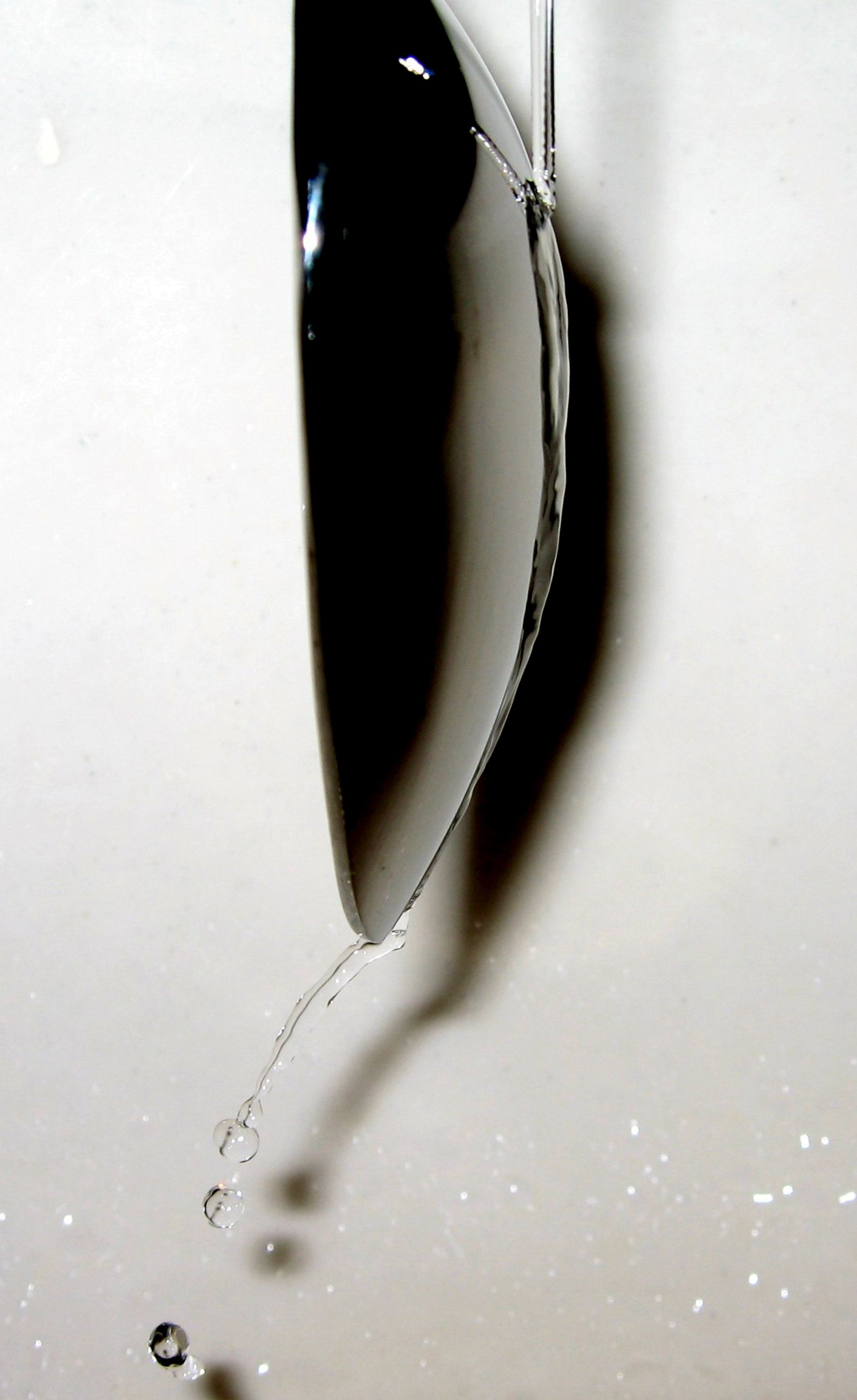
Un cucchiaio e un getto d'acqua: il fluido segue il contorno della superficie sulla quale incide (in questo caso, l'acqua segue il profilo di un cucchiaio)

Avvicinando sufficientemente un cucchiaio da cucina ad un getto d'acqua, il getto verrà deviato verso la superficie del cucchiaio: infatti se una corrente d'acqua scorre lungo una superficie solida che è leggermente curva (convessa), l'acqua tende a seguire tale superficie. Tenendo il cucchiaio in modo tale che possa oscillare, lo si può sentire chiaramente attratto verso il getto.

## Applicazioni

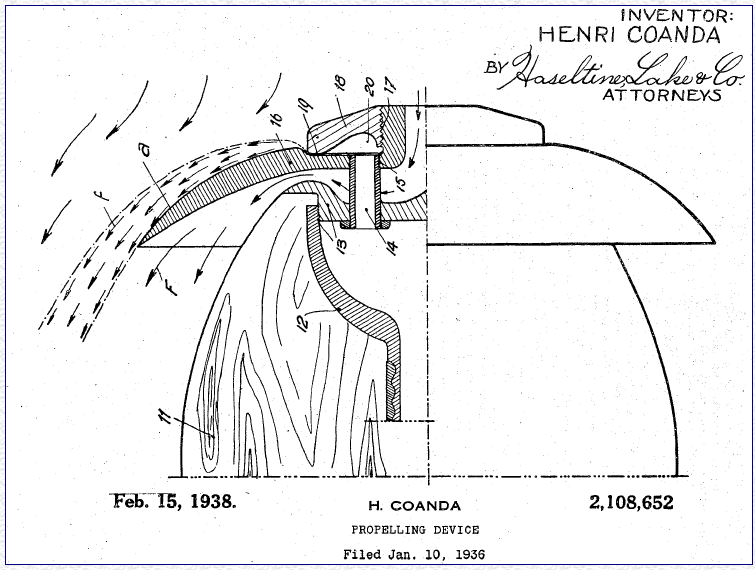
Una illustrazione del brevetto di Coandă

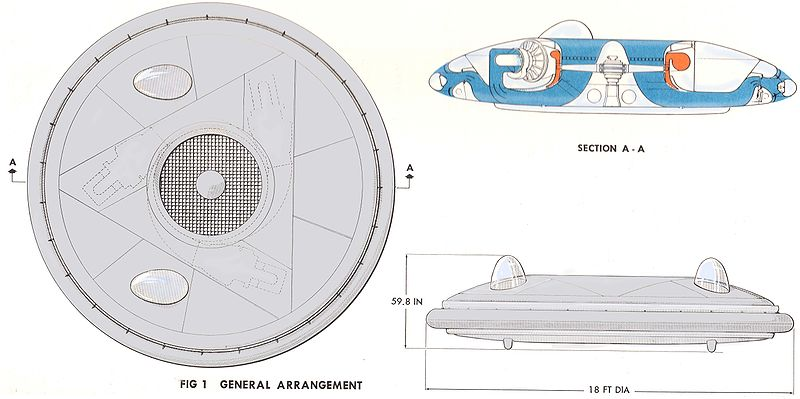
Illustrazione dell'Avro Canada VZ-9-AV Avrocar un progetto di aeromobile ad effetto suolo che permane in volo grazie all'effetto Coandă

Alcuni studi mirano a utilizzare l'effetto Coandă per sviluppare aeromobili con profili particolari: alcuni assomigliano vagamente ai dischi volanti dei film di fantascienza. Il vantaggio sarebbe la loro manovrabilità e la loro capacità di volteggiare in aria.
Un esempio pratico di questa applicazione si trova nel velivolo Antonov An-72, in cui il particolare posizionamento dei motori è stato studiato appositamente per sfruttare l'effetto Coandă.
È stato utilizzato per alcuni anni in Formula 1 fino al 2013, attraverso forme di carrozzeria particolari in grado di indirizzare il flusso di aria rovente proveniente dagli scarichi ai lati del profilo estrattore posteriore, creando una sorta di sigillo aerodinamico utile ad aumentare l'efficienza dell'estrattore stesso e quindi il carico aerodinamico.
Tipiche applicazioni per favorire l'adesione di un fluido ad una superficie aerodinamica, accentuando l'effetto Coandă, sono i deturbulatori, i dispositivi di tipo pelle di squalo.